# خانقاه (ميانة)
خانقاه هي قرية في مقاطعة ميانة، إيران. عدد سكان هذه القرية هو 978 في سنة 2006.